# Héliodórosz (földrajzi író)
Héliodórosz (Kr. e. 2. század) görög író.
Utazó és földrajzíró volt. Athénben élt és alkotott, az athéni akropoliszról és a fogadalmi emlékekről írt egy nagy munkát 15 könyvben. Néhány töredékét Athénaiosz őrizte meg, idősebb Plinius egyik főforrása volt.